# Серебряково (Западно-Казахстанская область)
Серебряко́во (каз. Серебряков) — село в Западно-Казахстанской области Казахстана. Находится в подчинении городской администрации Уральска. Входит в состав посёлка Круглоозёрное. Код КАТО — 271039900.
Находится в 28 километрах южнее Уральска, между  автодорогой А28 "Уральск - Атырау" и правым берегом реки Кушум.

## Население
В 1999 году население села составляло 1034 человека (504 мужчины и 530 женщин). По данным переписи 2009 года, в селе проживало 1339 человек (634 мужчины и 705 женщин).

## История
Название села связывают с казачьей фамилией Серебряков. (Фамилия старинная, известная ещё с пугачевских времен).
Первые статистические данные по Серебрякову относятся к 1858 году. Тогда хлебопашеством здесь занималось 67 семей, в которых насчитывалось 129 казаков. В 1862 г. в Серебряковом проживало 910 человек.
Наиболее полные данные сохранились за 1885 г., приведённые Н. А. Бородиным в «Статистическом описании Уральского Казачьего Войска», где этот населённый пункт назван Серебряковским зимовьем. Тогда в Серебряково насчитывалось 191 казачье домовладение, где проживало 936 человек.
В селе сохранилась старинная единоверческая церковь Николая Чудотворца, построенная в начале XX века.  Действует местный коллектив традиционной казачьей песни

## Известные уроженцы
В 1948 г. в селе родился Александр Петрович Ялфимов  — уральский прозаик, публицист, писатель-фольклорист, член Союза писателей России.